# Benitoa occidentalis
Benitoa es un género monotípico de plantas herbáceas, perteneciente a la familia Asteraceae. Su única especie: Benitoa occidentalis,  se encuentra en el oeste de Norteamérica en California.

## Descripción
Es una planta anual que alcanza un tamaño de 10-100 cm se altura. Tallos erectos, ramificados distales. Hojas caulinares (en floración),  sésiles o pecioladas. Las inflorescencias en forma de corimbos.

## Taxonomía
Benitoa occidentalis fue descrita por (H.M.Hall) D.D.Keck y publicado en Leaflets of Western Botany 8(2): 26. 1956.
Sinonimia
- Haplopappus occidentalis H.M.Hall	basónimo
- Lessingia occidentalis (H.M.Hall) M.A.Lane[7]